# Jalapadevi
Jalapadevi (en népalais : जलपादेवी) est un comité de développement villageois du Népal situé dans le district d'Achham. Au recensement de 2011, il comptait 2 613 habitants.